# Stamford (Vermont)
Stamford és una població dels Estats Units a l'estat de Vermont. Segons el cens del 2000 tenia 813 habitants.

## Demografia
Segons el cens del 2000, Stamford tenia 813 habitants, 313 habitatges, i 235 famílies. La densitat de població era de 7,9 habitants per km².
Dels 313 habitatges en un 31,6% hi vivien nens de menys de 18 anys, en un 66,8% hi vivien parelles casades, en un 5,4% dones solteres, i en un 24,9% no eren unitats familiars. En el 16,9% dels habitatges hi vivien persones soles el 5,4% de les quals corresponia a persones de 65 anys o més que vivien soles. El nombre mitjà de persones vivint en cada habitatge era de 2,6 i el nombre mitjà de persones que vivien en cada família era de 2,96.
Per edats la població es repartia de la següent manera: un 25,5% tenia menys de 18 anys, un 5,2% entre 18 i 24, un 28,4% entre 25 i 44, un 28% de 45 a 60 i un 12,9% 65 anys o més.
L'edat mediana era de 41 anys. Per cada 100 dones de 18 o més anys hi havia 96,8 homes.
La renda mediana per habitatge era de 48.988 $ i la renda mediana per família de 49.345 $. Els homes tenien una renda mediana de 39.196 $ mentre que les dones 24.375 $. La renda per capita de la població era de 19.575 $. Entorn del 2,4% de les famílies i el 3,8% de la població estaven per davall del llindar de pobresa.